# Geraldo de São José
Geraldo de São José, auch Gerardo de São José (* 6. Oktober 1709 in Cacilhas, Portugal; † Januar 1760 in Lifau, Portugiesisch-Timor) war ein portugiesischer römisch-katholischer Bischof von Malakka.
Geraldo kam aus Portugal in die Besitzungen des Königreichs in Südostasien. Der Dominikaner wurde am 11. Januar 1748 zum Nachfolger von Bischof Miguel de Bulhões e Souza erwählt und am 19. Februar 1748 als Bischof von Malakka bestätigt. 1749 wählte Geraldo Lifau, den Stützpunkt der Portugiesen im Westen Timors, als seinen neuen Bischofssitz. Malakka war 1641 von den Niederländern erobert worden. Vor Geraldo hatten bereits die Bischöfe Manuel de Santo António (1701–1722) und António de Castro (1738–1743) in Lifau residiert. In Geraldos Zeit auf Timor entstand das Priesterseminar von Manatuto, das zweite nach dem 1738 gegründeten Seminar in Lifau. Zu dieser Zeit gab es 15 katholische Kirchen auf Timor.
Zwischen den Dominikanern und den portugiesischen Gouverneuren herrschten bereits seit Jahren Spannungen. Die Dominikaner hatten mit der Einsetzung der ersten Gouverneure 1702 die Verwaltungshoheit über die Kolonie verloren. Zusätzlich versuchten die Niederländer die Portugiesen auch von der Insel Timor zu vertreiben und die ansässigen Topasse standen nur nominal unter der Kontrolle Portugals. Die Portugiesen wurden so stark bedrängt, dass Gouverneur Vicento Ferreira de Carvalho die Kolonie und den Stützpunkt Lifau den Niederländern verkaufen wollte, was sein Nachfolger Sebastião de Azevedo e Brito wiederum zu verhindern versuchte. Sein Dienstherr, der Vizekönig von Indien Manuel de Saldanha e Albuquerque hatte aber bereits zu Beginn der Amtszeit von Azevedo e Brito Bedenken betreffs dessen Qualitäten, sodass er Bischof Geraldo um Unterstützung bat, er möge im Falle von „riskanten Befehlen“ deren Umsetzung verhindern und die Regierung in der Kolonie übernehmen. In einem weiteren Brief konkretisierte der Vizekönig dem Bischof genauer, wann er eingreifen solle:

„...quando  o  dito  Governador  tenha  cometido  desordens  taes que sejão a Cauza suficiente, que dellas se possa justamente receyar a conservação ou estabelecimento  daquela  conquista....“

Geraldo verstarb im Januar 1760 unter mysteriösen Umständen. Der in niederländischen Diensten stehende Hans Albrecht von Plüskow versuchte im selben Jahr Lifau in Besitz zu nehmen, sah sich aber einer Streitmacht der Topasse gegenüber, von denen er ermordet wurde. Inwieweit der portugiesische Gouverneur Azevedo e Brito an der Ermordung beteiligt war, ist umstritten. Azevedo e Brito wurde schließlich 1760 vom Dominikaner Jacinto da Conceição arrestiert und nach Goa abgeschoben.
Der Bischofssitz blieb bis 1782 vakant, bis der Franziskaner Alexandre da Sagrada Familia Ferreira da Silva das Amt übernahm.